# テラーミーネ43

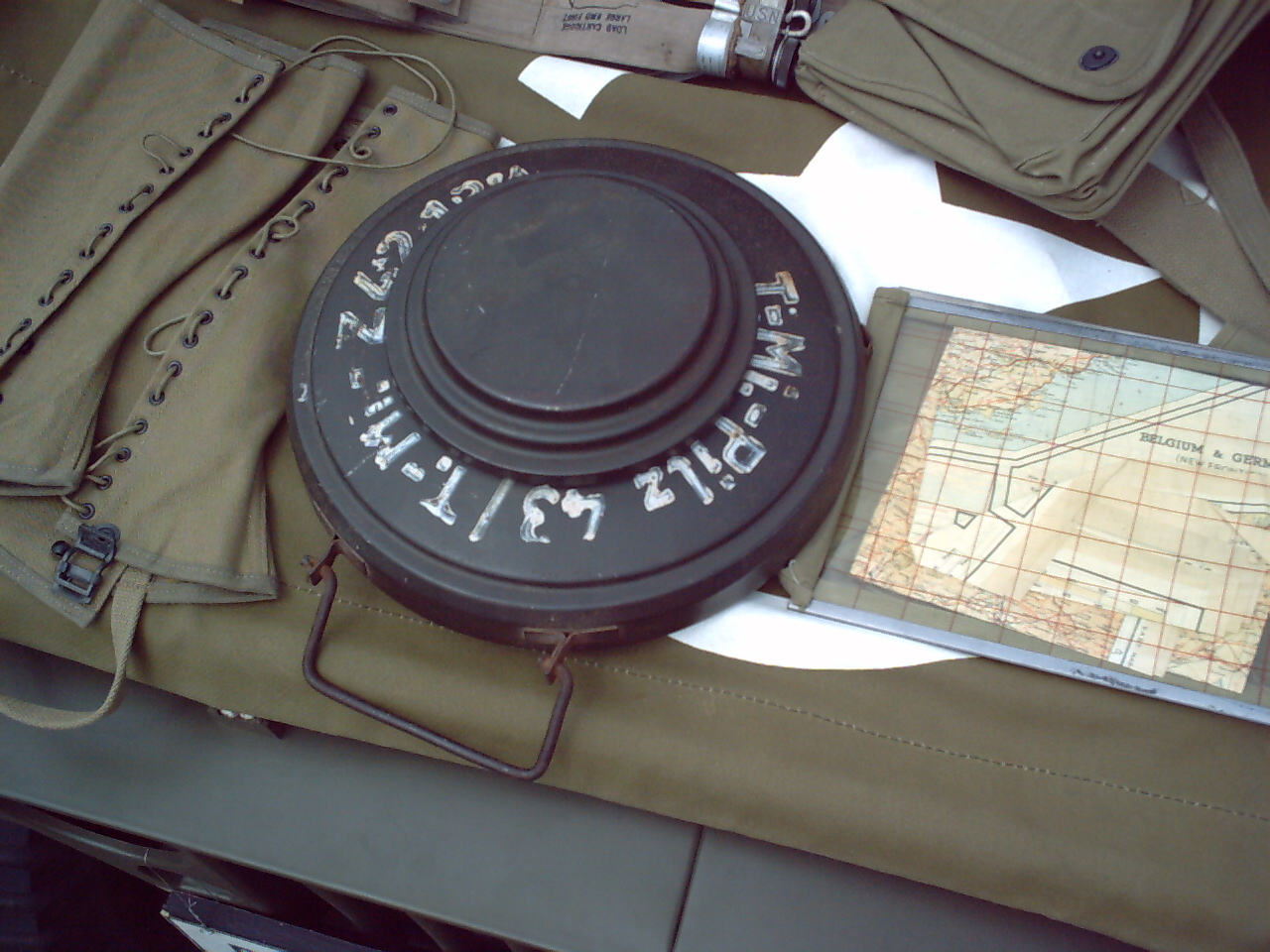
テラーミーネ43対戦車地雷

テラーミーネ43とはナチス・ドイツが第二次世界大戦中に投入した対戦車地雷である。円形で鋼板製のこの地雷は、テラーミーネ42を簡易化したバージョンであり、より単純な量産技術を用いる事ができた。
1943年3月から第二次世界大戦の終結まで、ドイツでは360万個以上のテラーミーネ43が量産された。また、デンマークのM/47、フランスのモデル1948、ユーゴスラビアのTMM-1など、数カ国でこの地雷の複製品が生産された。

## 説明
テラーミーネの弾体は円形で、盛り上がった中央部に大型の感圧板が付いている。地雷の側面には長方形の金属製携行ハンドルが付属している。感圧板は信管孔の上に位置する。信管孔はT.Mi.Z.42信管またはT.Mi.Z.43信管のどちらでも固定できる。この地雷は感圧板を取り外し、信管孔に信管をねじ込み、再び感圧板をねじ込むことで作動可能状態となる。信管孔の底部はPETN伝爆薬になっており、ドーナッツ形状をしたTNTの主炸薬によって周りを囲まれている。地雷の側面と底面には、必要に応じて処理防止装置を取付けられる第二の信管孔がある。またT.Mi.Z.43信管は一体型となった処理防止装置が標準装備されている。信管が挿入され、所定の場所に感圧板がねじ込まれた時、脆弱な作動ピンが聞き取れる音を立ててパキッと断ち切られる。この動作で処理防止装置が準備される。その後、この地雷をどう解除しようとも、信管解除のために感圧板を取り外そうとすれば自動的にトリガーが起爆する。
どの形式の信管が取付けられているのか判別不能であるため、テラーミーネから感圧板を取り外すべきではなかった。テラーミーネ43にはティルトロッド信管も追加で取付けることができ、これは側面の信管孔にねじ込まれた。このタイプの信管を取付けた対戦車地雷は、装甲車両に多大な損害を与えることができた。それはノルマンディー上陸作戦では実際に幾度も生じた。1944年6月8日、M4中戦車が第1レンジャー大隊に同行して、グランカン・メジーにあるメジー陣地を攻撃した際、戦車は仕掛けられたテラーミーネを踏まずに真上を通過したが、車体が追加信管のロッドに接触したため即座に破壊され、乗員全員が戦死した。ジョン・ロバート・スローター軍曹はその場面を記述している。「隠されたテラーミーネからの爆発のエネルギーで、戦車は吹き飛ばされ、側にあった溝の中に擱座した。D-デイでは、このような血腥くグロテスクな殺戮の場面があちこちで繰り返された。その時まで彼らは健全な若い男達だったが、次の瞬間に彼らは血まみれの胴体に血まみれの手足を巻き付かせていた。我々は戦車から25フィート離れた場所に、胴体とまだ靴が付いたままの足を見つけた。」

## 諸元
- 全高：102mm
- 直径：318mm
- 全重：8.1kg
- 炸薬量：5.5kg、TNT（もしくはアマトールが使用された）
- 作動荷重：100kgから180kg